# Petersberg (Erfurt)
Der Petersberg ist eine etwa 231 Meter hoch gelegene Erhebung, die im Zentrum der thüringischen Landeshauptstadt Erfurt liegt. Auf dem Gelände erstreckt sich die Zitadelle Petersberg. Im Inneren befindet sich die Peterskirche, die einst größte romanische Klosterkirche Thüringens.
Vermutlich schon Jahrtausende vor Christus war der Berg von Steinzeitmenschen besiedelt. Wenige Jahrhunderte vor Christus folgten die Kelten und Germanen, die den Petersberg wohl als Wallburg, Fluchtburg sowie als Kultstätte nutzten. Mitte des ersten Jahrtausends drangen nach ihrem Sieg über die Altthüringer die Franken nach Thüringen und ließen auf dem Petersberg wahrscheinlich eine Königspfalz mit einer ersten geistlichen Siedlung, einem späteren Kollegiatstift, errichten. Unter Karl dem Großen entstand auf der Anhöhe ein Sitz für einen Königsboten, der vor allem die durch Erfurt verlaufende Königsstraße (via regia) zu schützen hatte. Im Jahr 755 vereinte der Missionar Bonifatius das Bistum Erfurt, das er kurz zuvor gegründet hatte, mit dem Bistum von Mainz. Dessen Erzbischof wandelte 1060 das Kollegiatstift auf dem Petersberg in ein Kloster für Benediktiner um, es entstand das Kloster St. Peter und Paul (Peterskloster). Nachdem ein Stadtbrand die Anlage zerstört hatte, wurde das Kloster Anfang des 12. Jahrhunderts zusammen mit einer neuen Klosterkirche, der Peterskirche, wieder aufgebaut. In den folgenden Jahrzehnten diente das Kloster auf Grund seiner engen Beziehung zu der nebenan gelegenen Königspfalz auf dem Petersberg verschiedene Male als Unterkunft für deutsche Kaiser und Könige. Während des Dreißigjährigen Kriegs wurde der Petersberg für einige Jahre von den Schweden besetzt, die seine strategische Lage sofort erkannt hatten. Unter dem kurmainzischen Kurfürsten und Erzbischof Johann Philipp von Schönborn wurde Mitte des 17. Jahrhunderts das Gelände des Petersbergs zu einer Stadtfestung, der Zitadelle Petersberg, ausgebaut. Anschließend war sie bis in die 1960er Jahre mit kleineren Unterbrechungen einer der zentralen militärischen Orte der Region. Von 1802 bis 1806 wurde der Petersberg von preußischen, 1806 bis 1814 von französischen Truppen als Zitadelle genutzt. Mit dem Wiener Kongress im Jahre 1815 kam der Petersberg mit Erfurt endgültig zum Königreich Preußen. Das Peterskloster wurde während der Belagerung von 1813 größtenteils zerstört, einzig die Peterskirche blieb bis heute, wenn auch in reduzierter Form, erhalten.
Seit 1990 führen das Land Thüringen und die Stadt Erfurt Sanierungen in größerem Umfang durch. Heute befinden sich in den Gebäuden auf dem Petersberg staatliche Ämter, Wohnungen sowie touristische und kulturelle Einrichtungen.

## Geschichte

### Die ersten Besiedelungen (um 5000 v. Chr. bis 936 n. Chr.)
Das Gelände auf dem Petersberg war bereits von Steinzeitmenschen besiedelt. Die fruchtbaren Niederungen der Gera und die beherrschende Lage des Hügels boten dafür gute Voraussetzungen. Wenige Jahrhunderte vor Christus wanderten aus Westen die Kelten in das Gebiet ein und errichteten vermutlich auf dem Berg eine erste Wallburg. Anschließend wurden sie von den Germanen verdrängt, die auch das Königreich der Thüringer gründeten. Man geht davon aus, dass sie die Befestigungsanlage „ob dem Erph“ als Fluchtburg sowie als Kultstätte für den germanischen Wettergott Donar nutzten. 531 zerschlugen die Franken das Reich der Thüringer und bebauten den Petersberg vermutlich mit einer fränkischen Königspfalz, einem Verwaltungssitz. Dadurch sollten die sich in Erfurt kreuzenden Handelsstraßen beherrscht und das Vordringen der Slawen aus dem Osten verhindert werden. Etwa zur gleichen Zeit könnte neben der Königspfalz außerdem ein Kollegiatstift gegründet worden sein. Dessen Pflicht war es, den König und sein Gefolge kostenlos aufzunehmen und zu beherbergen. 742 gründete der benediktinische Missionar Bonifatius das Bistum Erfurt und vereinigte es um 755 mit dem Bistum Mainz. Unter Karl dem Großen gehörte Erfurt zu den östlichen Grenzstädten seines Reichs, in denen der Handel mit den benachbarten Slawen erlaubt war. Außerdem verlief durch die Stadt die Königsstraße (via regia). Sie verlief zwischen dem Domberg und dem Petersberg und führte entlang des Fischmarktes über die Krämerbrücke. Dadurch erlangte die Stadt an Bedeutung und sie wurde daraufhin mit einem Königsboten besetzt, dessen Sitz der Petersberg war. 802 wurde seine Existenz und die der Königspfalz auf dem Petersberg erstmals urkundlich belegt. 919 wurde Heinrich I. zum König des Heiligen Römischen Reichs gewählt. Er bestimmte 936 während eines Reichstages auf dem Petersberg seinen Sohn Otto I. als seinen Nachfolger.

### Entwicklung zur geistlichen Hochburg (975–1665)
Hauptartikel:  Peterskirche

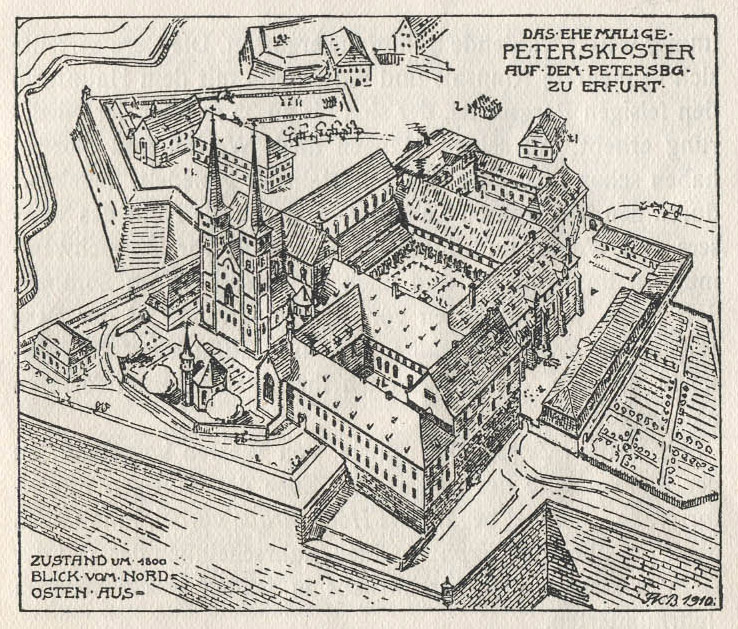
Benediktinerkloster St. Peter und Paul (Peterskloster)

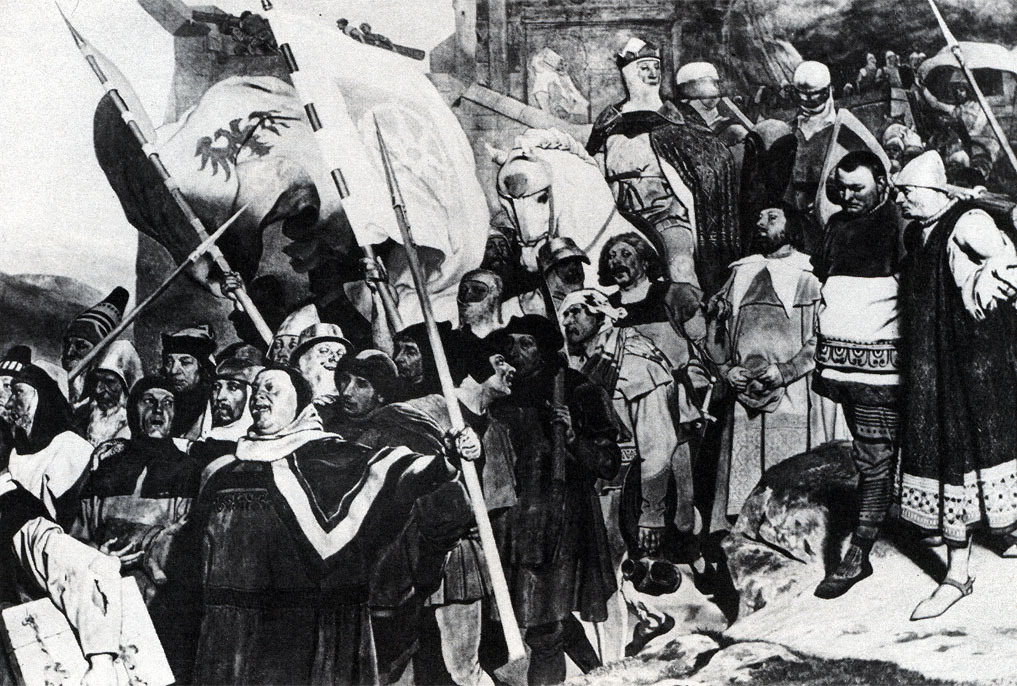
Bekämpfung der Raubritter in der Erfurter Umgebung durch Rudolf von Habsburg

Um 975 wurde Erfurt fester Bestandteil des Bistums Mainz. Dessen Erzbischof, Siegfried I., ließ 1060 das bestehende Kollegiatstift auflösen und gründete an dessen Stelle das Benediktinerkloster St. Peter und Paul (Peterskloster). Im Jahr 1080 unternahm König Heinrich IV. Feldzüge gegen die Kirchenfürsten, die auf Seiten des Papstes standen. Auch Erfurt wurde eingenommen und niedergebrannt. Dabei fiel das Peterskloster dem Feuer zum Opfer. Zwischen 1103 und 1147 wurde die Klosteranlage mit Zuschüssen aus Mainz zusammen mit einer neuen Klosterkirche, der Peterskirche, aufgebaut. In den folgenden Jahren stieg die Bedeutung des Petersklosters durch bestimmte Privilegien und zahlreiche Stiftungen. Außerdem hatte das Kloster auf Grund seiner engen Beziehungen zu der nebenan gelegenen Pfalz auf dem Petersberg, die Ehre und die Pflicht deutsche Kaiser und Könige aufzunehmen. Beispielsweise weilte Kaiser Friedrich I. Barbarossa während seiner Reichstage in Erfurt im Kloster. Dabei kam es zu einem der bedeutendsten Ereignisse in der Geschichte des Petersklosters: Heinrich der Löwe unterwarf sich dem Kaiser Friedrich I. Barbarossa 1181 in der Peterskirche. Mitte der ersten Hälfte des 12. Jahrhunderts wurde die Leonhardskapelle im Südosten des Berges errichtet. Es war eine Pfarrkirche für die am Hang lebenden Bewohner. Zwischen 1289/90 weilte König Rudolf I. im Peterskloster, um dort einen fast einjährigen Reichstag abzuhalten. In dieser Zeit bekämpfte er Raubritter und Plünderer, die damals bei den Bürgern und Kaufleuten in der Region um Erfurt für Angst und Schrecken sorgten. Des Weiteren ließ man auf Befehl des Königs in Erfurt ein Landfriedensgericht einrichten. Nach der Verbrennung von Jan Hus 1415 entwickelten sich zwischen Böhmen und der katholischen Kirche starke Spannungen, die letztlich in einem Krieg endeten. Daher entschloss man sich, zwischen 1427 und 1437 auch die Befestigungsanlagen des Petersbergs gegen mögliche Angriffe der Hussiten auszubauen. 1450 erfand Johannes Gutenberg die erste Buchdruckmaschine, die vermutlich im Peterskloster als eine der ersten in ganz Thüringen eingesetzt wurde. 1517 wurde durch Martin Luther die Reformation eingeleitet, deren Folge der Bauernkrieg 1525 war. Aufständische Bürger und Bauern aus der Region Erfurt besetzten daraufhin unter anderem das Peterskloster, das als Zentrum der Gegenreformation fungierte. Während des Dreißigjährigen Kriegs (1618–1648) wurde Erfurt mit dem Petersberg 1631 durch Unionstruppen von Gustav II. Adolf von Schweden besetzt, nachdem die Stadt zuvor mehrere Belagerungsversuche mit Geldzahlungen abwenden konnte. Die Schweden erkannten sofort die strategische Lage des Petersbergs und fassten den Entschluss, ihn mit einem Kastell und einer eigenen Festungsbesatzung auszustatten. Diese Pläne kamen aber nie zur Ausführung, stattdessen wurde ein durch den Baumeister Otto von Guericke entworfenes Hornwerk im Südwesten des Bergs angelegt. Des Weiteren lösten die neuen Besitzer das Peterskloster zwischenzeitlich auf und wandelten es für die Zeit der Besatzung zu einem protestantischen Kloster um. Mit dem Westfälischen Frieden 1648 endete der Dreißigjährige Krieg und Erfurt hätte auf Grund alter Rechtsansprüche wieder in das Kurfürstentum Mainz eingegliedert werden sollen. Doch das hätte den Verlust der kommunalen Selbstständigkeit bedeutet. Erfurt weigerte sich und wurde schließlich 1664 von kurmainzischen und französischen Truppen zum Einlenken gezwungen. Um weiteren Aufständen vorzubeugen, beschloss der Kurfürst und Erzbischof von Mainz, Johann Philipp von Schönborn, auf dem Territorium des mittelalterlichen Petersbergs eine Festungsanlage zu errichten.

### Nutzung als militärischer Standort (1665–1945)
Hauptartikel: Zitadelle Petersberg

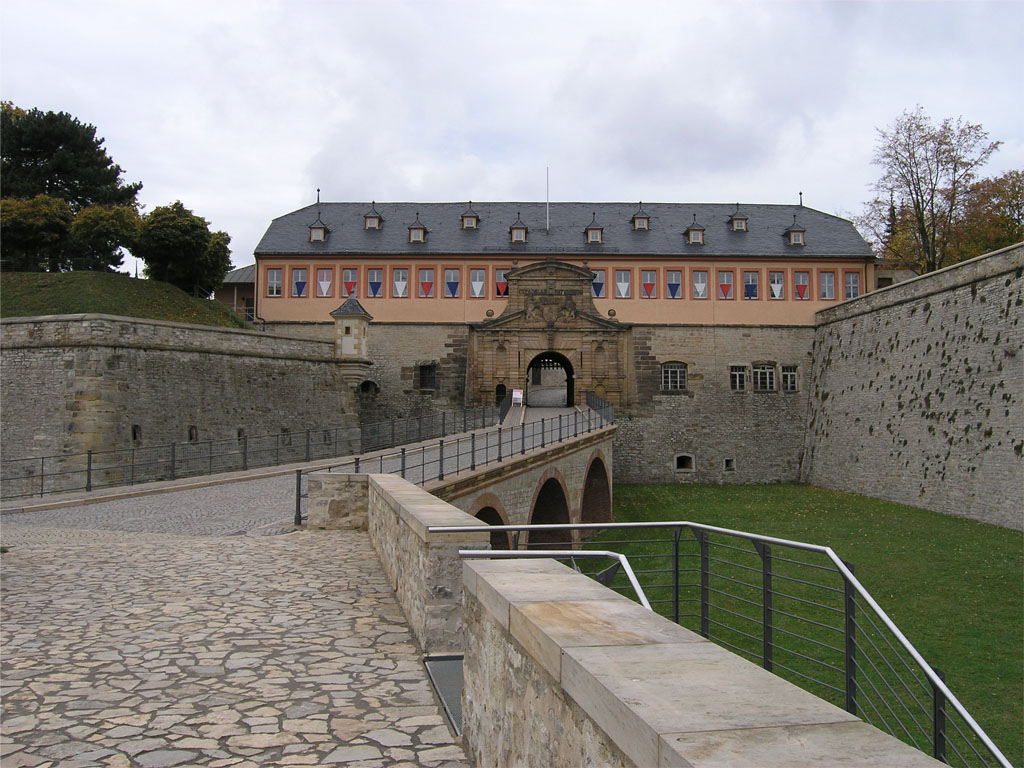
Zufahrtsbrücke (errichtet 1670) mit Peterstor und Kommandantenhaus (errichtet 1669)

Am 1. Juni 1665 wurde der Grundstein der Zitadelle Petersberg gelegt und damit der erste von drei Bauabschnitten (1665–1702) begonnen. Es entstanden unter anderem die acht Bastionsmauern im neuitalienischen Stil und das Kommandantenhaus mit dem barocken Haupttor Peterstor. Darüber hinaus wurden in dieser Zeit die drei Kasernengebäude (Untere, Obere Kaserne und Artilleriekaserne) und zwei Ravelins errichtet. Während des zweiten Bauabschnitts (1707–1737) kamen Bauwerke, wie zum Beispiel Lünetten, Ravelins, ein Hornwerk hinzu.
1802 besetzten preußische Truppen den Petersberg und lösten noch im gleichen Jahr das Peterskloster auf, um mehr Platz für die wesentlich stärkere Besatzung zu haben. Am 18. Oktober 1806 – nach der verlorenen Schlacht bei Jena und Auerstedt – kapitulierten die Preußen und übergaben die Zitadelle Petersberg an die napoleonischen Truppen. Am 23. Juni 1807 traf Napoléon Bonaparte in Erfurt ein, um sich sowohl die Stadt als auch die Zitadelle direkt unterstellen zulassen. Ein Jahr darauf tagte der Erfurter Fürstenkongress unter anderem auf dem Petersberg, an dem auch der russische Zar Alexander I. teilnahm. Nach der Völkerschlacht bei Leipzig eröffneten die Preußen am 6. November 1813 das Feuer auf die französisch besetzte Zitadelle in der Festung Erfurt. Dabei fielen das Klostergebäude, die alte Hauptwache, Teile der Peterskirche und zahlreiche Häuser unterhalb des Berges dem Feuer zum Opfer. Kurz darauf kam es zum Waffenstillstand und der Vereinbarung, die Stadt Erfurt Anfang Januar 1814 an die Preußen zu übergeben. Trotz der starken Zerstörungen kapitulierten die Franzosen auf der Zitadelle erst am 5. Mai 1814.

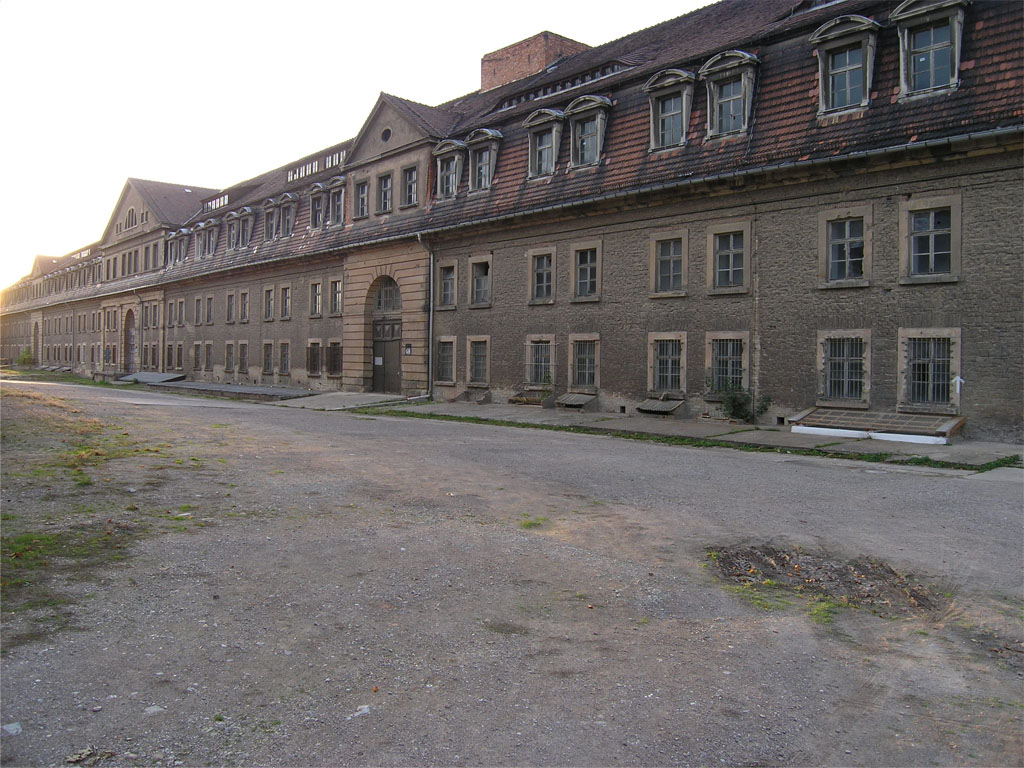
Defensionskaserne (errichtet zwischen 1828 und 1831, Dachgeschoss 1912/13)

In der dritten und letzten Bauphase (1815–1831) entstanden weitere Gebäude nach dem neupreußischen System (Geschützkaponnieren, Pulvermagazine, Friedenspulvermagazine, Defensionskaserne). Ab 1860 war auf dem Gelände das neugegründete 3. Thüring. Inf.-Reg. Nr. 71 stationiert. Nach der Reichsgründung verloren zahlreiche Festungen in Deutschland an Bedeutung. Daraufhin gab Kaiser Wilhelm I. auch für die Zitadelle Petersberg den Befehl zur Entfestigung (20. Juni 1873). Aus Geldmangel wurden schließlich nur zwei Ravelins, Teile der Bastion Gabriel und das Hornwerk abgetragen sowie verschiedene Festungsgräben gefüllt. In der Zeit des Nationalsozialismus wurde das Gelände erneut zu militärischen Zwecken genutzt. So befand sich nach Kriegsbeginn im Kommandantenhaus das Kriegsgericht 409. ID und im Polizeigefängnis eine Untersuchungshaftanstalt für politische Gefangene. Die Defensionskaserne wurde als Stellung für Flugabwehrgeschütze genutzt. Am 12. April 1945 wurde der Petersberg von den amerikanischen Truppen eingenommen. Mit dem 2. Juli 1945 gehörten die Stadt Erfurt und das Land Thüringen zur sowjetischen Besatzungszone (SBZ).

### Nutzung nach dem Zweiten Weltkrieg

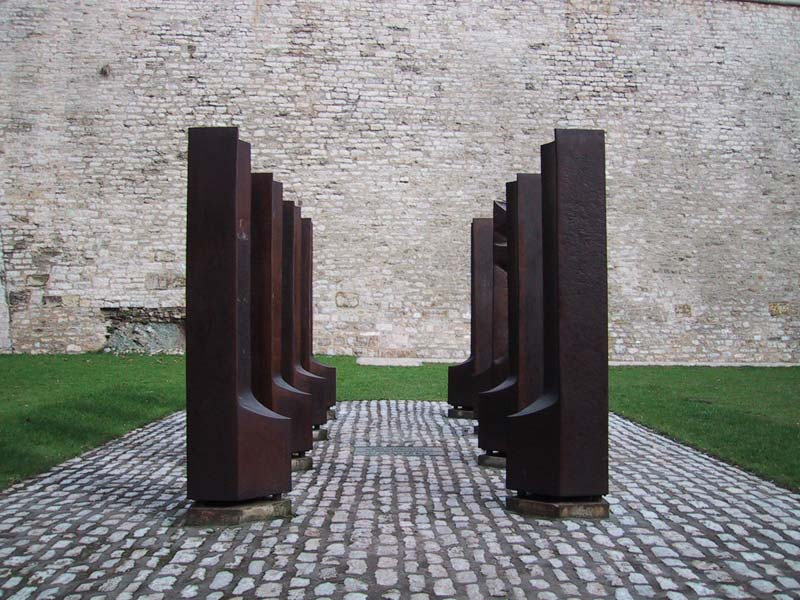
Denkmal für den unbekannten Wehrmachtsdeserteur vor der Bastion Philipp

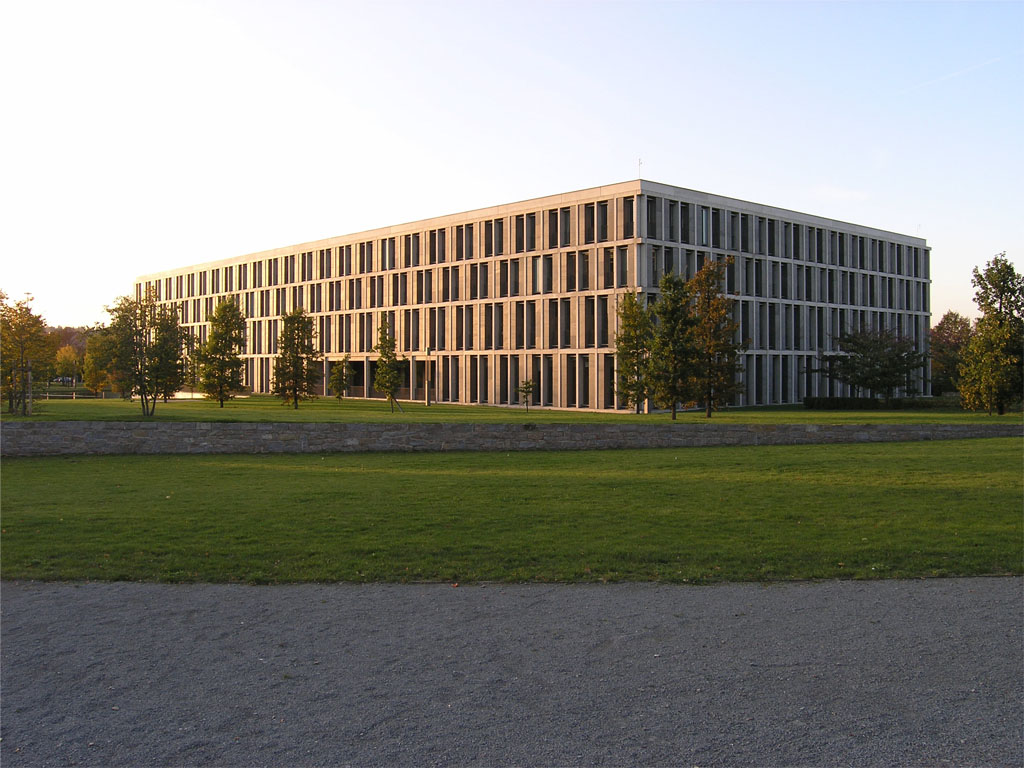
Bundesarbeitsgericht auf dem ehemaligen Hornwerk

Mit Gründung der DDR am 7. Oktober 1949 kam wieder Militär auf das Gelände. In den Gebäuden waren teilweise die Staatssicherheit, die Kasernierte Volkspolizei sowie danach die Nationale Volksarmee (NVA) untergebracht. Ab 1963 gelangte der Petersberg wieder in den städtischen Besitz, wodurch das Gelände der Öffentlichkeit teilweise zugänglich wurde. Ende der 1960er Jahre gab es im Rahmen der geplanten Errichtung „Sozialistischer Dominanten“ in allen Großstädten der DDR unter Leitung von Hermann Henselmann das Vorhaben, den Berg mit einer Stadthalle, einem „Turm der Wissenschaft“ und einer gewaltigen Treppe hinunter zum Domplatz zu besetzen. Damit sollte zugleich der Charakter der barocken Festungsanlage gebrochen werden und eine bewusste Konkurrenz zu den historischen Dominanten Dom und Severikirche entstehen. Die Planung scheiterte wegen der Kosten und einer Änderung der Baupolitik in der DDR.
Mit der Wende 1989/90 wurde die Zitadelle Petersberg stärker als je zuvor als eines der bedeutendsten Denkmäler Thüringens wahrgenommen. Unter der Leitung des städtischen Hochbauamts erfolgte mit ABM-Kräften seither die Sanierung und Rekonstruktion der verschiedensten Anlagen und Gebäude.
1995 wurde das Denkmal für den unbekannten Wehrmachtsdeserteur und für die Opfer der NS-Militärjustiz vor der Bastion Philipp errichtet. Seit 1999 befindet sich das aus Kassel umgezogene Bundesarbeitsgericht auf dem ehemaligen Hornwerk.
In Verbindung mit den Sanierungsarbeiten wurde ein Nutzungskonzept entwickelt, das eine Mischnutzung aus Verwaltungsgebäuden, Wohnungen sowie touristischen und kulturellen Einrichtungen vorsieht. So befindet sich beispielsweise in der Artilleriekaserne/Kaserne B und in der Neuen Hauptwache der Amtssitz des Thüringischen Landesamtes für Denkmalpflege und Archäologie (TLDA), in der unteren Kaserne die Erfurter Außenstelle des Stasiunterlagen-Archivs, in der Oberen Kaserne Wohnungen und in der Peterskirche ein Künstlermuseum für konkrete Kunst.
Durch das große Engagement der vielen Helfer und Investoren ist der Petersberg zu einem wichtigen historischen Ort und Anziehungspunkt in der Stadt neben der Krämerbrücke und dem Erfurter Dom geworden.
Am 24. September 2009 konstituierte sich in Erfurt das Kuratorium des Fördervereins des Collegiatsstifts St. Peter und Paul. Vereinszweck ist die „Förderung einer umfassenden und nachhaltigen geistig-kulturellen und städtebaulichen Revitalisierung der Peterskirche und der Defensionskaserne im Zusammenhang der Entwicklung eines Gesamtkonzeptes für den Erfurter Petersberg“.